# Tobias Kersloot
Tobias Kersloot (7 oktober 1996) is een Nederlands acteur.
In 2009 begon Tobias met acteren via de opnames voor de televisieserie VRijland waarin hij de rol van Jesse Jaspers vertolkte. Hij deed dit drie seizoenen lang; tussendoor speelde hij gastrollen in andere series en in enkele korte films. Na wat grotere rollen in Gameboy en Dansen op de Vulkaan en Moordvrouw kreeg hij meer audities. In de jaren daarna werd hij bekender bij het grote publiek door rollen in speelfilms als De Reünie, Publieke Werken en Kappen en series als Brussel, Klem en Tessa. Van 2016 tot 2018 had Kersloot een relatie met Abbey Hoes.
In 2018 speelde Kersloot samen met zijn toenmalige vriendin Abbey Hoes in de televisieserie Nieuwe buren, waar ze tevens een koppel in speelden.
In september 2022 ontving Kersloot een Gouden Kalf in de categorie ‘Beste bijrol’ voor zijn rol als Thomas in de film Do Not Hesitate van Shariff Korver.

## Filmografie

### Televisie
- 2010-2013: VRijland, televisieserie 167 afl., rol Jesse Jaspers
- 2012: Verborgen Verhalen, televisieserie afl. Tom, rol Tom
- 2013: 20 leugens, 4 ouders en een scharrelei, televisiefilm, rol nieuw bandlid Rick
- 2015: Moordvrouw, afl. Oog om Oog, rol Rolf Kempenaer
- 2015: Sunny Side Up, televisiefilm, rol vriend van Mick
- 2015: Tessa, televisieserie 2 afl. rol Nikolai
- 2016: Flikken Rotterdam, televisieserie 1 afl., rol David
- 2017: CMC, televisieserie 1 afl., rol Lenny
- 2017: Brussel, televisieserie 5 afl., rol Mark de Vries
- 2017: Klem, televisieserie 7 afl., rol Jim
- 2017: Van God Los, televisieserie 1 afl., rol Thomas
- 2018: Nieuwe buren, televisieserie 8 afl., rol Luc Dijkma
- 2019: Oogappels, televisieserie 1 afl., rol Pestkop
- 2020: Ares, Jacob

### Film
- 2012: Vattnet, korte film, rol James
- 2014: Gameboy, Nederlandse filmacademie eindexamenfilm[3], rol Tobias
- 2014: Dansen op de vulkaan, bioscoopfilm, rol Ramon
- 2015: Socialpath, korte film, rol Joram
- 2015: De Reis van Bernd Sonveld jr., korte film, rol Bernd
- 2015: De Reünie, bioscoopfilm, rol Bart jong
- 2015: Nachtvlinder, korte film, rol Nolan
- 2015: Hallo bungalow, bioscoopfilm, rol Toto Prins
- 2015: Publieke Werken, bioscoopfilm, rol Theo
- 2016: Kappen!, bioscoopfilm, rol Emiel
- 2017: Hotel de grote L, bioscoopfilm, rol Felix
- 2021: Jordan en Joop, korte film, rol Jordan
- 2021: Boys Feels: I Love Trouble, film, Tobias
- 2021: Do Not Hesitate, bioscoopfilm, rol Thomas
- 2024: Ferry 2, film, Jeremy